# تاریخ طبیعی سلبورن
تاریخ طبیعی و دوران باستان سلبورن (انگلیسی: The Natural History and Antiquities of Selborne) نام کتابی است نوشته طبیعی‌دان و پرنده‌شناس انگلیسی، گیلبرت وایت.
این کتاب که نخستین بار در ۱۷۸۹ به چاپ رسید و برخی آن را منبع الهام دانشمندانی چون چارلز داروین می‌دانند، در دنیای کتاب‌های انگلیسی‌زبان پس از کتاب مقدس، آثار ویلیام شکسپیر و «سیر و سلوک زائر» جان بانیان در رده چهارم پرچاپ‌ترین‌ها قرار دارد. این کتاب تا امروز بیش از ۳۰۰ بار در ویرایش‌ها مختلف به انتشار رسیده و نسخه مکتوب آن هرگز از کتابفروشی‌ها بیرون نرفته‌است.
برخی کارشناسان وایت را نخستین بوم‌شناس بریتانیا می‌دانند که برای اولین بار جانوران و پرندگان زنده را در محل زندگی آنها در سلبورن مورد مطالعه و بررسی قرار داد. این برخلاف روش دیگر باورمندان به فلسفه طبیعی بود که عمدتاً جسم بی‌جان جانداران را در شرایط آزمایشگاهی مطالعه می‌کردند. عده‌ای از چهره‌های جوان عرصه طبیعت‌شناسی از جمله داروین با خواندن «تاریخ طبیعی» وایت به منطقه سلبورن مهاجرت کردند و آنجا به مطالعه مشغول شدند.

## دست‌نویس برخط
این کتاب ۲۲۹ سال پس از چاپ اول در قالب نسخه آنلاین در دسترس علاقه‌مندان قرار گرفته است. نسخه دستنویس «تاریخ طبیعی سلبورن» در تمام این سال‌ها در منزل مسکونی وایت نگهداری می‌شد. خانه نویسنده قرن هجدهمی انگلیس با صرف هزینه سه میلیون پوندی بازسازی شده و برخط کردن «تاریخ طبیعی» سلبورن هدیه‌ای است که مدیران این میراث باستانی بریتانیا برای بازگشایی آن به علاقه‌مندان داده‌اند.